# Acaci de Melitene
Acaci de Melitene o Acacius va ser bisbe de la ciutat de Melitene el 431. Fou abans lector del bisbat (390-431) amb el seu predecessor Ostrios, que el va declarar diaca i sacerdot. Es va declarar contra Nestori i va participar en el Concili d'Efes el 431 on va mantenir una posició molt ferma. Es va oposar fortament al nestorianisme i va advertir als bisbes armenis contra els escrits dels nestorians. Va deixar escrites algunes homilies i una carta a Sant Ciril, que el va respondre amb una carta apologètica acostant-se a les seves posicions en les temàtiques cristològiques del seu temps. Durant un temps fou monofisita, però va tornar. A les esglésies ortodoxes se'l venera com a sant i la seva festa es commemora el 17 d'abril.